# Caenorhabditis rara
Caenorhabditis rara är en rundmaskart. Caenorhabditis rara ingår i släktet Caenorhabditis och familjen Rhabditidae. Inga underarter finns listade i Catalogue of Life.